# لوريلا ستيفانيلي
لوريلا ستيفانيلي، من مواليد 20 فبراير 1959 في سان مارينو، هي محامية وسياسية، عضو في الحزب الديمقراطي المسيحي. والقبطان الوصي لسان مارينو، مع نيكولا رينزي، منذ 1 أكتوبر 2015 وحتى 1 أبريل 2016.